# Варламов Євген Вікторович
Євген Вікторович Варламов (рос. Евгений Викторович Варламов; 7 грудня 1976, м. Стара Русса, СРСР) — естонський і російський хокеїст, захисник.  
Вихованець хокейної школи «Крила Рад» (Москва). Виступав за «Крила Рад» (Москва), «Ак Барс» (Казань), «Металург» (Магнітогорськ) і «Торпедо» (Нижній Новгород).
У складі національної збірної Росії учасник EHT 2006, 2007, 2008 і 2009.
Досягнення
- Чемпіон Росії (2007), срібний призер (2000, 2002, 2004), бронзовий призер (2006, 2008, 2009)
- Володар Кубка Шпенглера (2005)
- Володар Кубка європейських чемпіонів (2008)
- Фіналіст Ліги чемпіонів (2009).